# Quinze Cents Kilomètres à pied à travers l'Amérique profonde
Quinze Cents Kilomètres à pied à travers l'Amérique profonde (en anglais : A Thousand-Mile Walk to the Gulf) est un récit de voyage de John Muir publié en 1916 à titre posthume par William Frederick Baldè, un ami du Sierra Club. Composé à partir du journal manuscrit de l'auteur et d'une copie dactylographiée légèrement révisée, il relate le voyage à pied qu'accomplit le naturaliste en herbe entre Indianapolis et la Floride en 1867 et au cours duquel se précise sa pensée écologiste. Marqué par un discours écocentrique inédit à son époque, il s'agit du plus radical des ouvrages de Muir et il constitue d'ailleurs une référence pour les tenants de l'écologie profonde.
Au cours de ce voyage, Muir contracte le paludisme.